# Adiós Sui Géneris, parte I & parte II
Adiós, Sui Generis es un álbum en vivo del grupo de rock argentino Sui Generis de 1975. Fue grabado los días 5 y 6 de septiembre de 1975 en el Luna Park en Buenos Aires, Argentina, en el marco de una serie de conciertos de despedida de la ya entonces banda Sui Generis (compuesta por Charly García, Nito Mestre, Rinaldo Rafanelli y Juan Rodríguez). El conjunto musical ya se encontraba hastiado por las críticas, la monotonía de los fanes, que les pedían los viejos temas, y la censura. Ante esta situación, se decidió grabar un último disco, Ha sido, que nunca se terminó, concluyendo con la realización de un recital de despedida.

## Antecedentes y grabación
La separación se debió a que Charly García quería grabar un disco instrumental cuyo nombre iba a ser Ha sido. Sin embargo, las críticas de parte de los seguidores, los productores y la misma banda, terminaron por cansar a García, quien sentía que necesitaba adoptar un nuevo rumbo. Así fue que se decidió la disolución de la banda en buenos términos. 
El 5 de septiembre de 1975, en el Luna Park, el grupo se presentó ante 30 000 personas, cifra inusual para la época. La concurrencia fue tal que tuvieron que realizar dos conciertos la misma tarde, porque el público no entraba todo junto en el estadio. La iluminación pertenecía al grupo chileno Los Jaivas, quienes prestaron los artefactos al grupo. El público demostró su tristeza ante la separación, a tal punto que, al final de la primera función, García debió pedir que luego de dos temas se retirara. A pesar de los grandes desperfectos de sonido, el concierto se registró en una película y un LP doble (comercializados por separado). Años más tarde, en 1994, Jorge Álvarez, exproductor de Sui Generis, rescató temas desechados del disco y editó Adiós Sui Géneris Volumen III. Una de las anécdotas es que en una de las funciones al momento de querer tocar "Fabricante de mentiras", la gente empieza a aplaudir a destiempo y Charly decide empezar a "zapar" (improvisar) a los gritos mientras se mantenía el acorde Re y la banda se unía.
La película homónima se estrenó en 1976.

## Lista de canciones

### Disco 1
| Adiós, Sui Generis: Parte 1.ª | |                               |          |  |
| N.º                           | Título | Escritor(es)                  | Duración |  |
| 1.                            | «Instituciones» (incluye un prólogo escrito por León Gieco y leído por el productor de la banda, Jorge Álvarez.) | García                        | 8:36     |  |
| 2.                            | «La Fuga del Paralítico»                                                                                         | García                        | 7:36     |  |
| 3.                            | «Natalio Ruiz, el Hombrecito del Sombrero Gris»                                                                  | Mario Carlos Piegari - García | 6:28     |  |
| 4.                            | «Confesiones de Invierno»                                                                                        | García                        | 5:00     |  |
| 5.                            | «Canción para mi Muerte»                                                                                         | García                        | 3:55     |  |
| 6.                            | «La Niña Juega en el Gran Jardín» (cantan Rinaldo R. Rafanelli y Charly García)                                  | Rinaldo Rafanelli             | 5:45     |  |
| 7.                            | «Zapando con la gente» (incluye partes de "Fabricante de mentiras" y de "Botas locas")                           | García                        | 4:28     |  |
| 8.                            | «Aprendizaje» | García                        | 4:18     |  |
| 46:06                         | |                               |          |  |

De estos temas, "Instituciones", "Confesiones de Invierno" y "Aprendizaje" están en la película, junto con una "zapada" (improvisación) de "La Fuga del Paralítico" al principio, mientras ensayan.

### Disco 2
| Adiós, Sui Generis: Parte 2da |                                                                                        |              |          |  |
| N.º                           | Título                                                                                 | Escritor(es) | Duración |  |
| 1.                            | «Un Hada, un Cisne» (incluye improvisaciones de cada uno de los miembros de la banda.) | García       | 27:31    |  |
| 2.                            | «Pequeñas Delicias de la Vida Conyugal»                                                | García       | 3:49     |  |
| 3.                            | «Tango en Segunda» (incluye improvisaciones de García)                                 | García       | 10:57    |  |
| 4.                            | «Rasguña las Piedras» (incluye la parte donde García se dirige al público)             | García       | 4:00     |  |
| 5.                            | «Blues del Levante»                                                                    | García       | 5:38     |  |
| 51:55                         |                                                                                        |              |          |  |

De estos temas, "Un Hada, un Cisne", "Rasguña las Piedras" y "Blues del Levante" aparecen en la película.

## Músicos
- Charly García: (acreditado como “Charlie García”): Piano acústico, Fender Rhodes, Mini-moog, Clavinet Honner, ARP Strings Ensemble, guitarra acústica en “Confesiones de Invierno” y voz.
- Nito Mestre: Voz, guitarra acústica y flauta traversa.
- Rinaldo Rafanelli: Bajo Fender Precision Bass, guitarra acústica, voz en “La Niña Juega en el Gran Jardín”.
- Juan Rodríguez: Batería
- Jorge Álvarez: Voz en off (prólogo) en “Instituciones”.
- Técnico de grabación: Juan Carlos Robles Robertone.
- Mezclado en Estudios ION.